# 밀양 정혜암 아미타불회도
밀양 정혜암 아미타불회도(密陽 定慧庵 阿彌陀佛會圖)는 대한민국 경상남도 밀양시 삼랑진읍 율동리, 정혜암에 있는 불화이다. 2015년 1월 15일 경상남도의 문화재자료 제589호로 지정되었다.

## 지정 사유
「밀양 정혜암 아미타불회도」는 흑지 바탕에 백선으로 제작된 현존 유례가 많지 않은 선묘불화이다. 특히 이 불화의 경우 현존 흑지 바탕에 제작된 선묘불화가 경상도 지역에 많이 봉안되어 있고 연화좌 및 소용돌이 의문 또한 19세기 경상도 지역 불화 양식을 따르고 있어 19세기 경상도 지역에서 제작된 것으로 파악된다. 따라서 안료의 변색과 박락 등 보존 상태가 좋은 편은 아니나 경상도 지역에서는 희소성을 지닌 흑탱이므로 “경상남도 문화재자료”로 지정한다.

## 참고 자료
- 밀양 정혜암 아미타불회도 - 국가유산청 국가유산포털